# Bongkasa Pertiwi
Bongkasa Pertiwi is een bestuurslaag in het regentschap Badung van de provincie Bali, Indonesië. Bongkasa Pertiwi telt 2276 inwoners (volkstelling 2010).